# Мемориальные ворота (Конститьюшн-хилл)
Мемориальные ворота на Конститьюшн-хилл (англ. Memorial Gates, Constitution Hill, также известны как Мемориальные ворота Содружества) — военный мемориал, расположенный в историческом центре Лондона, в конце улицы Конститьюшн-хилл на углу Гайд-парка.

Представляет собой четыре четырёхгранных колонны из портлендского камня высотою 5,4 метра, увенчанные бронзовыми урнами, и примыкающий к ним павильон. По сторонам колонн выбиты надписи с названиями стран-участников войн: Индия, Пакистан, Бангладеш, Шри-Ланка, Карибские острова и Королевство Непал. С двух сторон павильона расположены две каменные плиты с надписями военных кампаний Первой и Второй мировых войн. На потолке купола павильона перечислены имена участников войн, награждённых Георгиевским крестом и Крестом Виктории. Основная надпись гласит: 
В память о пяти миллионах добровольцев из Индийского субконтинента, Африки и Карибского бассейна, которые сражались с Англией в двух мировых войнах.

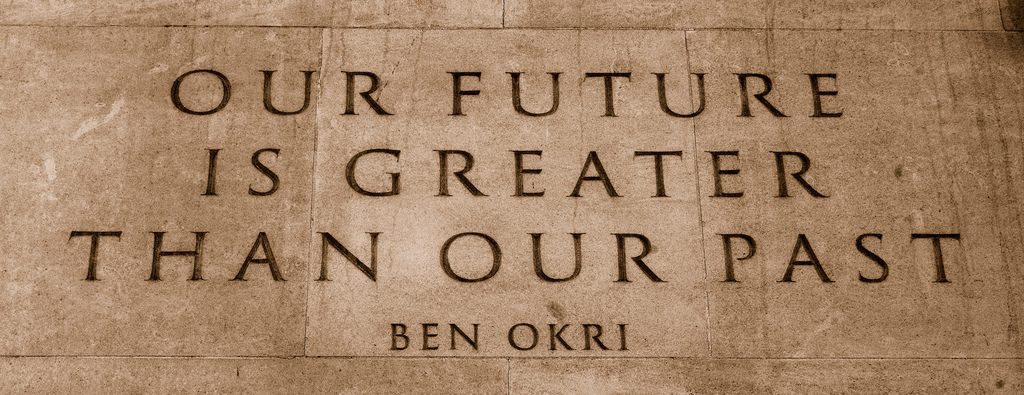
«Наше будущее больше нашего прошлого»

На мемориале также выгравированы слова современного нигерийского поэта Бена Окри: «Наше будущее больше нашего прошлого».
Открыт в 2002 году в память о солдатах Британской империи из стран Индостана (Индии, Пакистана, Бангладеш, Непала и Шри-Ланки), Африки и Карибского бассейна, принимавших участие в Первой и Второй мировых войнах. Финансирование проекта велось государственной «Национальной лотереей» Великобритании. Строительство было начато 1 августа 2001 года, торжественное открытие состоялось 6 ноября 2002 года в присутствии королевы Елизаветы II. Стоимость сооружения составила 2,8 млн фунтов стерлингов.